# Јевтимије Атоски
Преподобномученик Јевтимије је хришћански светитељ. Рођен је у граду Димицана на Пелопонезу. Као дечак живео је хришћанским животом, али је касније отишао у Румунију и ту је постао веома развратан. Тако се био и потурчио, али се покајао чим је то учинио. Зато се поново вратио хришћанској вери и замонашио у Светој гори. После неколико година проведених у посту и молитви, решио се да умре за Христа. Са благословом свога духовника отишао је у Цариград, где је некако успео да изађе пред великог везира. Пред везиром се прекрстио, хвалио Христа, а нагрдио Мухамеда. Осуђен је на смрт и убијен на Цвети. Хришћани верују да су његове мошти узроковале многа чудесна исцељења болесних. Његова глава се налази у руском манастиру светог Пантелејмона на Светој гори.
Српска православна црква слави га 22. марта по црквеном, а 4. априла по грегоријанском календару. Овај датум се везује за његову смрт 1814. године.